# Marc obert de lectura
Una pauta oberta o marc obert de lectura, també coneguda per l'acrònim ORF (de l'expressió anglesa open reading frame), és una seqüència de nucleòtids que potencialment pot codificar una proteïna, ja que està compresa entre una seqüència d'inici (codó d'inici) i una seqüència de terminació (codó d'aturada o codó de stop). També ha de tenir una llargada coherent per una proteïna. Els extrems del ORF no delimiten l'ARNm, que sol ésser més llarg, ja que presenta altres regions no codificadores.
Els marcs oberts de lectura se solen identificar amb eines bioinformàtiques a partir de la seqüenciació d'un genoma o d'un tros d'aquest amb l'objectiu de localitzar nous gens. S'utilitzen algoritmes que busquen codons d'inici (promotors i altres requeriments) en tota la seqüència del genoma senyalant tots els marcs de lectura possibles en la seqüència estudiada. L'existència d'una pauta oberta de lectura, especialment quan es tracta d'una de seqüència llarga, és un bon indicador de la presència d'una regió codificant en la seqüència estudiada. En aquest cas, la pauta oberta de lectura és part de la seqüència que serà traduïda pels ribosomes. Tot i això, per atzar també es poden localitzar marcs oberts de lectura fora dels gens, però no solen ser gaire llargs i s'acaben al cap de pocs codons. Per aquest motiu també s'utilitzen altres restriccions.
Un cop un gen ha estat seqüenciat és important determinar la pauta oberta de lectura correcta. Teòricament, en els organismes amb ADN de doble cadena, les seqüències d'ADN poden llegir-se en sis marcs de lectura diferents, tres endavant i tres endarrere. En el cas dels procariotes la cerca i identificació de marcs de lectura es pot fer directament sobre el genoma. En canvi, en els eucariotes cal tenir en compte que en l'anàlisi del genoma hi pot haver introns que interrompin la pauta oberta de lectura i, per tant, cal fixar-se en l'ARNm. La seqüència més llarga sense cap codó d'aturada normalment determina la pauta oberta de lectura corresponent al gen estudiat.

## Exemple
Suposant que una part d'un genoma ha estat seqüenciada (ex. 5'-ATGAATGGGGCCGGGTAA-3'), es poden localitzar els ORFs examinant cadascun dels tres possibles marcs de lectura. En aquesta seqüència els dos primers marcs de lectura no poden representar un ORF, ja que no compleixen les característiques necessàries. El primer marc presenta un codó inici però cap codó stop i el segon no en presenta cap dels dos. El tercer possible marc de lectura en canvi presenta un codó inici i un stop.
...A TGA ATG GGG CCG GGT AA...

...AT GAA TGG GGC CGG GTA A...

...ATG AAT GGG GCC GGG TAA...

## Eines bioinformàtiques
1. ORF Finder: L'ORF Finder (Open Reading Frame Finder) és una eina d'anàlisi gràfica que troba tots els possibles ORFs en una seqüència proposada per l'usuari o present a una base de dades. Aquesta eina pot utilitzar tant els codis genètics estàndard com els alternatius. També permet guardar la seqüència d'aminoàcids resultant en diversos formats per ser reutilitzada amb altres programes.
2. ORF Investigator[Enllaç no actiu]: L'ORF Investigator és un programa que no només et permet obtenir informació sobre les seqüències codificadores i les no codificadores si no que també pot aparellar aquestes seqüències en altres regions de DNA. Això permet que per exemple, pugui reconèixer el ORF de la seqüència corresponent a una determinada sèrie d'aminoàcids. Permet també la detecció de mutacions. Està disponible per a tots els sistemes operatius.